# Fülöp Zsigmond (színművész)
Fülöp Zsigmond (eredeti nevén: Fritz Zsigmond, Miskolc, 1935. május 5. – Budapest, 2014. október 10.) Jászai Mari-díjas magyar színész, érdemes művész, a Nemzeti Színház örökös tagja.

## Életpályája
Fritz József és Máté Erzsébet gyermekeként született Miskolcon, ahol gyermek- és ifjúkorát is töltötte. 1952-ben a „helyi kultúrcsoportból” indult Budapestre.
Édesapám hadifogoly volt, csak 1948-ban tért haza. A szüleim elváltak, nehéz időket éltünk át Miskolcon, az akkori Szalmavárosban. A dzsumbuj volt a játszóterem. Ott kötöttem életre szóló barátságokat, például az operaénekes Begányi Ferenccel. A szálak oly erősek maradtak, hogy egy másik miskolci játszótársammal, aki ma Ausztráliában él, azóta is összejárunk, helyesebben: néha én utazom hozzá…
1958-ban végezte el a Színház- és Filmművészeti Főiskolát. Színművészi pályáját a Blaha Lujza téri Nemzeti Színházban kezdte, majd 1958–1962 között a Pécsi Nemzeti Színház, 1962–1971 között pedig újra a Nemzeti Színház tagja volt. Kis kitérő következett: 1971–1980 között a József Attila Színházban, 1980–1984 között a budai Várszínházban játszott. 1984-ben újra visszaszerződött a Nemzeti Színházhoz, melyet a névváltoztatás után sem hagyott el, így 2000-től haláláig a Pesti Magyar Színház művésze volt. A színház öltözőjén – halálukig – három szeretett barátjával, kollégáival osztozhatott: Agárdy Gáborral, Kállai Ferenccel, és Sinkovits Imrével.
Szerepeinek „skálája” Rómeótól Cyranóig, Bob hercegtől Raszkolnyikovon át Almaviva grófig terjednek. Vendégszerepelt a Gyulai Várszínház nyári előadásain – ahol több helyi elismerést kapott – és a Spirit Színházban is. Az Őze Lajos-díj legelső kitüntetettje. A Magyar Rádióban és Tévében is sokat szerepelt: tévé- és rádiójátékokban, sorozatokban. Forgatott Jancsó Miklóssal (Szegénylegények), Keleti Mártonnal (A tizedes meg a többiek), Mihályfi Imrével (Sellő a pecsétgyűrűn), Fábri Zoltánnal (Édes Anna), Palásthy Györggyel (Kopjások).
Szinkronszerepeinek száma 250 körüli. Többek között Alain Delonnak (19 alkalommal, először 1962-ben) és Michael Caine-nek (18 alkalommal) kölcsönözte a hangját, utoljára a Csillagok között című filmben.
2014. október 10-én hunyt el. Búcsúztatása 28-án volt a Farkasréti temetőben, görögkatolikus szertartás szerint.

## Díjai
- Jászai Mari-díj (1971)
- Érdemes művész (1984)
- Gyula Városért Emlékplakett (1987)[10]
- Őze Lajos-díj (1988)[11]
- A Nemzeti Színház örökös tagja (1989)
- Sík Ferenc-emlékgyűrű (1997)
- Szendrő József-díj (2006)
- Aase-díj (2010)

## Színházi szerepei
- Mikszáth Kálmán: A Noszty fiú esete Tóth Marival – Liszy ügyvéd
- Bakonyi Károly: Bob herceg – Bob herceg; Tom apó
- Gorkij: Ellenségek – Rjábcov
- Kohout: Ilyen nagy szerelem – Milán
- Nash: Az esőcsináló – Jim Curry
- Benatzky: Az esernyős király – Robert tisztviselő
- Victor Hugo: A királyasszony lovagja – Egy lakáj
- Gosztonyi János: Az ötödik parancsolat – John Gilbert Brown
- Heltai Jenő: Tündérlaki lányok – Pázmán Sándor
- Örsi Ferenc: A kapitány – A fiú
- Beaumarchais: Figaro házassága – Chérubin; Almaviva gróf
- Friedrich Schiller: Ármány és szerelem – Ferdinánd
- Cserhalmi Imre: Harmadik nélkül...? – Szlovák Ferenc
- Schiller: Stuart Mária – Mortimer
- Barta Lajos: Szerelem – Ifj. Biky
- Csizmarek-Semsei-Nádasdi: Érdekházasság – Misi
- Shaw: Sosem lehet tudni – Philip
- Gosztonyi-Kincses: Európa elrablása –
- Molnár Ferenc: Játék a kastélyban –
- Dosztojevszkij: Bűn és bűnhődés –
- William Shakespeare: Rómeó és Júlia – Rómeó; Escalus
- Alexandre Dumas: Három testőr – D'Artagnan
- Katona József: Bánk bán – Ottó; Biberach
- Dobozy Imre: Holnap folytatjuk – Laci
- Arisztophanész: Béke avagy a kútba dugott leányzó – Hermész
- Čapek: A rabló – A rabló
- William Shakespeare: Szentivánéji álom – Demetrius
- Illés-Vas: Rendetlen bűnbánat – András
- Molière: Dandin György – Klitander
- Anouilh: Colombe – Armand
- Gozzi: A három narancs szerelme – Tartaglia
- Jamiaque: Tengeri malacok – Fernand
- Móricz Zsigmond: Úri muri – Gosztonyi; Mákos András
- Marivaux: Két nő közt – Lello
- Márkus György: Az Olympikon – Pürentheosz
- Mark Twain: Tom úrfi kalandjai – Huckleberry Finn
- Déry Tibor: Bécs, 1934 – Dr. Goga Ireneusz
- Pirandello: A csörgősipka...Fifi la Bella
- Molière: A fösvény – Cléante
- Calderón: Huncut kísértet – Don Manuel
- George Bernard Shaw: Warrenné mestersége – Frank
- Gyurkó László: Szerelmem, Elektra – Oresztész
- Kafka: Amerika – Rennel
- Madách Imre: Csák végnapjai – János
- Dobozy Imre: Eljött a tavasz – Alméry
- Száraz György: A vezérkari főnök – Markaly Dénes százados
- Jékely Zoltán: Fejedelmi vendég – Az ál-Zrínyi
- Jókai Mór: A kőszívű ember fiai – Ödön
- William Shakespeare: Athéni Timon – Sempronius
- Gyurkó László: Fejezetek Leninről –
- Szigligeti Ede: A trónkereső – Sámson
- Verne-Komlós: Sándor Mátyás – Sándor Mátyás
- Bulgakov: Álszentek összeesküvése – Zacharie Moirron
- Raffai Sarolta: Utolsó tét – Imre
- Hašek: Svejk a hátországban – Lukas; Bíró
- Kós Károly: István király (Az országépítő) – Hermán comes
- Illyés Gyula: Dózsa György – Brandenburgi
- Áprily Lajos: A bíboros – Bornemissza Boldizsár
- Leonard: Motel a hegyen – James Usheen
- Edmond Rostand: Cyrano de Bergerac – Cyrano
- Sardou-Moreau: Szókimondó Kata – Lefebvre
- Benedek Katalin: Alattunk a város – Kiss Jurek Balázs
- O'Casey: Juno és a páva – Charlie Bentham
- Tirso de Molina: A zöldnadrágos lovag – Don Juan
- Páskándi Géza: A kocsi rabjai – Esztelneki Tibor
- Leonov: Hazatérés – Fjodor
- Shakespeare: Sok hűhó semmiért – Don Pedro
- Veress Dániel: Véres farsang –
- Arthur Miller: A salemi boszorkányok – Danforth
- Keresztury Dezső: Nehéz méltóság – XIV.Lajos
- Illyés Gyula: Dániel, az övéi között, avagy "a mi erős várunk.." – Titkár
- Csiky Gergely: Buborékok – Rábay Miklós
- Kocsis István: Tárlat az utcán – Gauguin
- Sütő András: Egy lócsiszár virágvasárnapja – Luther Márton
- Berkesi András: Kálvária – Zala Miklós
- Bertolt Brecht: Koldusopera – Bicska Maxi
- Hernádi Gyula: Szép magyar komédia – Niklay István
- Csurka István: Nagytakarítás – Lovas László
- Sánta Ferenc: Éjszaka (Az áruló) – Író
- Gobby Fehér Gyula: A budaiak szabadsága – Werner
- Brooke-Bannerman: Weekend a tengerparton – Jack
- Grochowiak: Őrült Gréta – Toxikológus
- Nemeskürty István: Szép ének a gyulai vitézekről, avagy a majdnemteljes igazság – Balázs deák
- Kisfaludy Károly: Hűség próbája – Upor
- Aljosin: Anna őfelsége – Robert
- Száraz György: Ítéletidő – Hatvani
- Fejes Endre: Rozsdatemető – Zentay György
- Hernádi Gyula: V.N.H.M. (Szörnyek évadja) –
- Priestley: Veszélyes forduló – Charles Trevor Stanton
- Shakespeare: A vihar – Sebastian
- Ödön von Horváth: A végítélet napja – Ügyész
- Scribe: Egy pohár víz – Bolingbroke
- Enquist: A tribádok éjszakája – Viggo Schiwe
- Filadelfi Mihály: Torzó Messiás –
- Munkácsi Miklós: A briliánsok szombatja – Flóri
- Kocsis István: Nem zárjuk kulcsra az ajtót – Sándor
- Szlavkin: Egy fiatalember felnőtt lánya – Kuprijanov
- Musatescu: Titanic-keringő – Dinu
- Shaw: A szerelem ára – William de Burgh Cokane
- Módos Péter: ''... és itt a Földön is – Ulrich
- Dürrenmatt: János király – Fülöp
- Fejes Endre: Cserepes Margit házassága – Egri Zoltán
- Nagy Ignác: Tisztújítás – Farkasfalvy alispán
- Rose: Tizenkét dühös ember – 10. esküdt
- Shakespeare: A velencei kalmár – Bassanio
- Háy Gyula: Attila éjszakái – Aetius
- Gyárfás Miklós: Császári futam – A keresztény; Kelemen Csaba
- Eliot: Koktél hatkor – Sir Henry Harcourt-Reilly
- Molière: Tudós nők – Trissotin
- Sütő András: Az álomkommandó – Dr. Adler
- Bakonyi Károly: Mágnás Miska – Korláthy gróf
- Barillet-Grédy: A kaktusz virága – Julien
- Gáspár Margit: A császár messze van – II. József
- Csurka István: Megmaradni – Balázsffy Károly
- Ustinov: Romanov és Júlia – Hooper Moulsworth
- Paszternak: Doktor Zsivago – Nyikolaj
- Tamási Áron: Ördögölő Józsiás – Tündérlaki férfiak vezére
- Sarkadi Imre: Elveszett paradicsom – Gábor
- Osztrovszkij: Erdő – Milonov
- Márai Sándor: A kassai polgárok – Albertus; Leonardus
- Shaw: Szent Johanna – Richard de Beauchamp
- Shakespeare: Antonius és Kleopátra – Scarus
- Hubay Miklós: Egy szerelem három éjszakája – Dr. Szegilongi Lajos
- Csehov: Cseresznyéskert – Gajev Leonyid Andrejevics
- Dosztojevszkij: A Karamazov testvérek – Zoszima
- Carlo Goldoni: Csetepaté Chioggiában – Toni
- Frenkó Zsolt: Súgni tudni kell...! – Schwarcz Dénes
- Shakespeare: Macbeth – Lennox
- Hubay Miklós: Ők tudják mi a szerelem – Adolphe
- Szép Ernő: Kávécsarnok – Alajos
- Sütő András: Az ugató madár – Bolond
- Shakespeare: Hamlet, dán királyfi – Hamlet atyjának szelleme; Színészkirály
- Czakó Gábor: Fehér ló avagy Duna-party kocsmológia – Totyozsi
- Rolland: A szerelem és halál játéka – Lazare Carnot
- Füst Milán: Negyedik Henrik király – Hanno
- William Shakespeare: Lear király – Orvos
- Hubay Miklós: A cethal hátán – Berkes Gáspár
- Griffiths: Komédiások – Eddie Walters
- Szép Ernő: Lila ákác – Bizonyos nagyságos úr
- Zágon István-Nóti Károly-Eisemann Mihály: Hippolyt, a lakáj – Hippolyt
- Madách Imre: Az ember tragédiája – Gábor arkangyal, IV. diák
- Szentmihályi Szabó Péter-Bródy János: A kiátkozott – Csőrt
- Csehov: Apátlanul – Pavel Scserbuk
- Sütő András: Balkáni gerle – Demeter
- Molnár Ferenc: A hattyú – Wunderlich ezredes
- Hubay Miklós: Hová lett a Rózsa lelke? (Nizsinszki) – Oktáv
- Ernst Thomas: Aranytó – Norman Thayer
- Szép Ernő: Patika – Patikus
- Szabó Magda-Bereményi Géza: Az ajtó – Alezredes
- Valla Attila-Szikora Róbert: Macskafogó – Elnök
- Jean Anouilh: Becket, vagy Isten becsülete – A yorki püspök
- Füst Milán: Máli néni – Novák bácsi
- Dumas: A kaméliás hölgy – St. Gaudens
- Háy János: Háromszögek...A feleség apja; A szerető apja

## Filmjei

### Játékfilmek
- Édes Anna (1958)
- Csempészek (1958)
- Szombattól hétfőig (1959)
- Az ígéret földje (1961)
- Jó utat autóbusz (1961)
- Ha egyszer húsz év múlva (1964)
- Miért rosszak a magyar filmek? (1964)
- A tizedes meg a többiek (1965)
- Szegénylegények (1965)
- Édes és keserű (1966)
- Nem szoktam hazudni (1966)
- Egy szerelem három éjszakája (1967)
- Jaguár (1967)
- Sellő a pecsétgyűrűn  1-2. (1967)
- A beszélő köntös (1968)
- Virágvasárnap (1969)
- Utazás a koponyám körül (1970)
- Hekus lettem (1972)
- Kopjások (1975)
- Kentaurok 1-2. (1979)
- Fogadó az Örök Világossághoz (1981)
- A vörös grófnő 1-2. (1985)
- Hagyjátok Robinsont! (1989)
- Az a nap a mienk (2002)

### Tévéfilmek
- Fáklyaláng (1963)
- Karácsonyi ének (1964)
- Az asszony beleszól (1965)
- Mocorgó (1967)
- Szende szélhámosok (1968)
- Tizennégy vértanú (1970)
- A farkasok (1973)
- Pirx kalandjai (1973)
- Őszi versenyek (1975)
- Beszterce ostroma 1-3. (1976)
- A fantasztikum betör a detektívregénybe, avagy Daibret felügyelő utolsó nyomozása (1977)
- A Sipsirica (1980)
- Karcsi kalandjai (1980)
- A tenger 1-6. (1982)
- Az eltüsszentett birodalom (1985)
- Széchenyi napjai (1986)
- Zsarumeló (1987)
- A nap lovagja (1987)
- Az ördög talizmánja (1987)
- Linda III. (1989)
- Szent Gellért legendája (1994)
- Devictus Vincit (1994)
- A titkos háború (2002)
- Barátok közt (2007-2008)

## Szinkronszerepei
- A chateauvalloni polgárok: Armand Berg – Denis Savignat
- A dicsőség zászlaja: Walter Gust – George Hearn
- A férfi a vonatról: Monsieur Manesquier – Jean Rochefort
- A földkerekség legnagyobb showja: Buttons, a bohóc – James Stewart
- A Főnix felrepül: Harris százados – Peter Finch
- A főnök felesége: Mr. Roalvang – Christopher Plummer
- A gyóntató: Sorano püspök – Shawn Lawrence
- A hallgatag bosszúálló: Jeff – Roy Roberts
- A hármas számú űrbázis: Adam – Kirk Douglas
- A hét mesterlövész: Vin – Steve McQueen
- A híd túl messze van: Brian Horrocks tábornok – Edward Fox
- A hold vizei: Robert Lancaster – Geoffrey Palmer
- A kapitány: François kapitány – Jean Marais
- A kaszkadőr: Eli Cross – Peter O`Toole
- A Keselyű három napja: Leonard Atwood – Addison Powell
- A késleltetett bosszú: Dempsey Rae – Kirk Douglas
- A kívülálló: Sauveur Meccacci – Henry Silva
- A leghosszabb nap: Theodore Roosevelt dandártábornok (Teddy) – Henry Fonda
- A mélység titka: DeMarco – J. Kenneth Campbell
- A mozi: Julien Manda – Alain Delon
- A nagy ábránd: Boeldieu kapitány – Pierre Fresnay
- A nyugodt város: Paul apja – Jacques Boudet
- A nyúl én vagyok: Paul Deister – Alfred Müller
- A párduc: Tancredi Falconeri – Alain Delon
- A partra vetett cowboy: Calvin Bryson – Robert Culp
- A per: Igazgatóhelyettes – Maurice Teynac
- A piszkos tizenkettő: Denton dandártábornok – Robert Webber
- A púpos: Mesélő (hang) – Bernard Dhéran
- A Rajna szüze: Maurice Labbé – Renaud Mary
- A rendőrség száma 110: Jürgen Hübner – Jürgen Frohriep
- A Rumjancev–ügy: Jevdokimov – Gennadi Yukhtin
- A sas leszállt: Canaris admirális – Anthony Quayle
- A sátán kutyája: John Watson doktor – André Morell
- A seriff és az idegenek: Tábornok – John Bartha
- A szabin nők elrablása: Mars – Jean Marais
- A szamuráj: Főfelügyelő – François Périer
- A szicíliaiak klánja: Roger Sartet – Alain Delon
- A terasz: Mario – Vittorio Gassman
- A tökéletes trükk: Cutter – Michael Caine
- A törvény nevében: Cotton Ryan, Sabbath seriffje – Robert Ryan
- A változás szele: Frank – Johnny Briggs
- A vörös kör: Corey – Alain Delon
- Acélmagnóliák: Spud Jones – Sam Shepard
- Airplane!: McCroskey	–  Lloyd Bridges
- Akar velem táncolni?: Hervé Dandieu – Henri Vidal
- Angyal: Sir Frederick Barker – Herbert Marshall
- Angyalok és démonok: Pugini bíboros – Gino Conforti
- Augusztus Oklahomában: Beverly Weston – Sam Shepard
- Arzén és levendula: Mortimer Brewster – Cary Grant
- Az álmodó: Pop Crane – Kris Kristofferson
- Az élőhalottak éjszakája: Harry Cooper – Tom Towles
- Az ember gyermeke: Jasper Palmer – Michael Caine
- Az erkély: Jean Nevers – Pierre Arditi
- Az év asszonya: Phil Whittaker – Roscoe Karns
- Az Ezüst–tó kincse: Narrátor (hangja) – Rolf Mamero
- Az időjós: Robert Spritzel – Michael Caine
- Az ígéret földje: Herman Bucholz – Andrzej Szalawski
- Az üldözők: Ethan Edwards – John Wayne
- Ászok ásza: Günther von Beckmann – Frank Hoffmann
- Bajorok a pácban: Gróf – Erich Padalewski
- Banánhéj: Michel Thibault – Jean-Paul Belmondo
- Beépített szépség: Victor Melling – Michael Caine
- Ben Hur: Narrátor (hangja) – Finlay Currie
- Bíbor és fekete: Herbert Kappler ezredes – Christopher Plummer
- Blöff: Balek férj a kaszinóban – Renzo Ozzano
- Bűn és bűnhődés: Raszkolnyikov – Georgij Taratorkin
- Caroline, drágám: Boimussy – Jean–Claude Brialy
- Casablanca: Jan Brandel – Helmut Dantine
- Casino: Andy Stone – Alan King
- Címlapsztori: Walter Burns – Adolphe Menjou
- Csoda a farkasokkal: XI. Lajos – Jean–Louis Barrault
- Csőre töltve: Smiley – Ronny Cox
- Die Hard 2: Még drágább az életed: Ramon Esperanza tábornok – Franco Nero
- Dogville – A menedék: Jack McKay – Ben Gazzara
- Don Camillo visszatér: Cagnola – Thomy Bourdelle
- Édes élet Tirolban: Mario – Werner Röglin
- Édes kis semmiség: Mr. Martin – Joe Bellan
- Édesek és mostohák: Lord Cumnor – Ian Carmichael
- Égő pajták: Pierre Larcher bíró – Alain Delon
- Egy angyal a Földön: Michel Barrot – Jean-Paul Belmondo
- Egy botrány részletei: Richard Hart – Bill Nighy
- Egy férfi naplója: Dr. Primkin – John Cleese
- Egy kincskereső Mexikóban: John – Jack Palance
- Egy nap a parkban: Donato Ventrella – Eduardo De Filippo
- Egy zsaru bőréért: Choucas – Alain Delon
- A zsaru szava: Pratt – Alain Delon
- Egymillió fontos bankjegy: Henry Adams – Gregory Peck
- Életünk legszebb napja: David Darst – Leon Russom
- Énekes izompacsirta: Noah, Jake apja – Richard Farnsworth
- Eredet: Miles – Michael Caine
- Érzelmi számtan: David Winters – Christopher Plummer
- Estély habfürdővel: Wyoming Bill` Kelso – Denny Miller
- Eva Luna: Julio Arismendi – Jorge Lavat
- Fantom az éjszakában: Peter Hartman – Nigel Davenport
- Farkasok szövetsége: Apcher márki – Hans Meyer
- Felszarvazták őfelségét!: Blaze – Yves Montand
- Feltámadás: Whippley százados – Peter MacNeill
- Folytassa, Kleo!: Julius Caesar – Kenneth Williams
- Földre szállt boszorkány: Nigel Bigelow – Michael Caine
- Francia kapcsolat: Devereaux – Frédéric de Pasquale
- Gnómeó és Júlia: Lord Redbrick (hangja) – Michael Caine
- Gyászszertartás: Plébános – Vladimír Huber
- Gyilkos optika: Lockwood elnök – George Grizzard
- Gyilkos vagyok: Walter Neff – Fred MacMurray
- Halál a Níluson: Johnny Race ezredes – David Niven
- Halálcsapda: Sidney Bruhl – Michael Caine
- Halálos fegyver: Peter McAllister tábornok – Mitchell Ryan
- Halálos igézet: Harry Philip Lovecraft nyomozó – Fred Ward
- Halálos kelepce: Dr. Heller – Christopher Plummer
- Három kemény fickó: Joe Snake – Fred Williamson
- Hatosfogat: Ringo–kölyök – John Wayne
- Heves jeges: Ügyvéd – Jacques Legras
- Hófehérke és a hét törpe: Király – Tony Sheldon
- Híd a Kwai folyón: Shears – William Holden
- Hurrikán: Dr. Danielsson – Max von Sydow
- Hüvelyk Matyi: Jonathan, az apa – Bernard Miles
- Idegenek között: Lemke kapitány – Aleksandr Kaidanovsky
- Ilyenek voltunk: J.J. – Bradford Dillman
- Iván gyermekkora: Galcev hadnagy – Yevgeni Zharikov
- Ítélet: Ügyvéd – Daniel Lecourtois
- Jégkeblek: Marc Rilson – Alain Delon
- Jó társaság: Eugene Kalb – Philip Baker Hall
- Kaliforniai lakosztály: Bill Warren – Alan Alda
- Kék papagáj: Gabriel Stern – Claude Brasseur
- Kék villám: Frank Murphy nyomozó – Roy Scheider
- Kémek a Sasfészekben: Kramer SS–ezredes – Anton Diffring
- Kémek között: Grasset ezredes – André Dussollier
- Kiképzés: Doug Rosselli – Harris Yulin
- Kincses sziget az űrben: Doctor Livesy – David Warbeck
- Kína–szindróma: Híradós riporter – Frank Cavestani
- Krisztina királynő: Magnus – Ian Keith
- Láng az utcákon: Peter Lincoln, Kathie vőlegénye – Johnny Sekka
- Lángoló jég: Michael Jennings – Michael Caine
- Lear király: Edgar – Leonhard Merzin
- Legénybúcsú: Parkview Hotel igazgatója – Kenneth Kimmins
- Madarak: Mitch Brenner – Rod Taylor
- Magasabb elv: Vlasztyik – Ivan Mistrík
- Maradhatok még?: Bommi – Klaus Wildbolz
- Maraton életre–halálra: Henry „Doc” Levy – Roy Scheider
- Marty: Henry – John Milford
- Második élet: Don Pedro José Donoso – Andrés García
- Meggyónom: Millars atya – Charles Andre
- Mesterdetektív: Andrew – Michael Caine
- Minden eladó: Wiesio – Wiesław Dymny
- Mindenki haza!: Százados – Mario Feliciani
- Monte Cristo grófja: Edmond Dantès – Richard Chamberlain
- Murphy háborúja: Murphy – Peter O`Toole
- Napkelte előtt: Shubin – Oleg Tabakov
- Nevem: Senki: Jack Beauregard – Henry Fonda (2. szinkronváltozat)
- Női fény: Michel – Yves Montand
- Nők a pult mögött: Karel Brož – Petr Haničiec
- Nyaraló gyilkosok: Kenneth Marshall kapitány – Denis Quilley
- Ómen: Robert Thorn – Gregory Peck
- Öld meg Cartert!: Jack Carter – Michael Caine
- Őrjöngés: Peter Sandza – Kirk Douglas
- Pánik az utcán: Dr. `Clint` Reed őrnagy – Richard Widmark
- Pénz áll a házhoz: Feldman – Robert Loggia
- Piszkos alku: Baker – Ed Lauter
- Pret-a-porter – Divatdiktátorok: Szergej (Sergio) – Marcello Mastroianni
- Rabold el az aranyat!: Taw Jackson – John Wayne
- Rajzás: Dr. Bradford Crane – Michael Caine
- Rémálmok: MacLeod – Lance Henriksen
- Rita, a szúnyog: Paolo Randi – Giancarlo Giannini
- Rocco és fivérei: Rocco Parondi – Alain Delon
- Római vakáció: Hírolvasó a TV–ben – Art Gilmore
- Rossz nevelés: Manuel Berenguer – Lluís Homar
- Sohaország: Gabriel Finch – Ian McKellen
- Sokk a jóból: Doug Clayton – Edward Herrmann
- Spartacus: Crassus – Laurence Olivier
- Superman: Zod tábornok – Terence Stamp
- Szakadt függöny: Heinrich Gerhard – Hansjörg Felmy
- Szása: Uca – Janez Vrhovec
- Szédülés: John `Scottie` Ferguson detektív – James Stewart
- Szellemes karácsony: Preston Rhinelander – Robert Mitchum
- Szellemtanya: Max Gale – Michael Caine
- Szerelmi vérszomj: Neil Wardh – Alberto de Mendoza
- Színes fátyol: Jack Townsend – George Brent
- Színészek: Önmaga – Alain Delon
- Szökevények: Senarkian – Roy Scheider
- Szökőhév: Joe – Alan Devlin
- Tarzan 3. – Tarzan szökése: Fry kapitány – John Buckler
- Tarzan 10. – Tarzan és a leopárdnő: Dr. Ameer Lazar – Edgar Barrier
- Tetthely: Heinz Haferkamp felügyelő – Hansjörg Felmy
- Téboly: Robert Rusk – Barry Foster
- Tigrisre várva: Mr.Breese – Francis Matthews
- Tintaszív: Fenoglio – Jim Broadbent
- Tízparancsolat: Áron – John Carradine
- Topmodell a barátnőm: Doktor – Michel Aumont
- Törés: Joe Lobruto – David Strathairn
- Túl a csúcson: Pap – James Mendenhall
- Twin Peaks: Dr. William Hayward – Warren Frost
- Vihar délen: Henry Warren – Michael Caine
- Vaskereszt: Rolf Steiner őrmester – James Coburn
- Visszaszámlálás: Robert Baker elnök – Roy Scheider
- Vörös nap: Gauche – Alain Delon
- Zsoldoskatona: Nemes Bailard – Frédéric de Pasquale
- X-Men: Az eljövendő múlt napjai: Erik Lehnsherr/Jövőbeli Magneto - Ian McKellen (Egyik utolsó szinkronszerep)

## Rádió
- Jean Pierre Chabrol: Varázsgömb (1959)
- Csetényi Anikó: A második bakter (1963)
- Donászy Magda: A Sültkrumpli-őrs (1963)
- Vörösmarty Mihály: A bujdosók (1963)
- Róna Tibor: Húsz éven felülieknek (1964)
- Gyárfás Miklós: Sír az oroszlán (1965)
- Katajev, Valentyin: A kör négyszögesítése (1967)
- Mihail Solohov: Csendes Don (1967)
- Révész Tibor: Magas diplomácia (1968)
- Névaparti muzsikusok – Epizódok Pétervár zenei múltjából (1969)
- Litauszky István: A szív szocialistája (1969)
- Honoré de Balzac: Goriot apó (1970)
- Lorca: Vérnász (1970)
- Aldous Huxley: Légnadrág és társai (1971)
- Kane, Henry: A nevem: Chambers (1971)
- László Endre: "Te csak húzzad, Bihari!" (1971)
- Tolsztoj, Lev: Hadzsi Murat (1971)
- Molère: Scapin furfangjai (1972)
- Takács Tibor: Erdély köpönyegében (1972)
- Verne, Jules: Várkastély a Kárpátokban (1973)
- Áprily Lajos: Álom a vár alatt (1974)
- Hegedűs Géza: A milétoszi hajós (1974)
- James, Henry: Egy hölgy arcképe (1974)
- Jókai Mór: Az új földesúr (1975)
- Lázár Ervin: Gyere haza Mikkamakka! (1975)
- Szabó Magda: Tündér Lala (1975)
- Dékány Kálmán: Szent Bertalan éjszakája (1976)
- Eduard Fiker: A halott nem azonos (1976)
- Kiritescu, Alexandru: Szarkafészek (1977)
- Leonyid Leonov: Jevgenyija Ivanovna (1977)
- Papp Éva: Távoli északon (1977)
- Pedro Calderon de la Barca: Úrnő és komorna (1977)
- Puskin, Alexandr Szergejevics: A lövés (1977)
- Boldizsár Iván: Csizma és szalonna (1978)
- Illyés Gyula: Beatrice apródjai (1978)
- Szamuil Aljusin: Ha hinni tudnál (1979)
- Zygmunt Kraszinski: Istentelen színjáték (1979)
- SOKFÉLE...a hiúságról (1980)
- Marék Antal: A titokzatos kéz (1981)
- ÍRÓVÁ AVATNAK - Gelléri Andor Endre indulása (1982)
- A JÁTSZÓ EMBER - A kártya, avagy egy szenvedély története (1982) (1982)
- Kosztolányi Dezső: Aranysárkány (1982)
- Tél, tavasz, nyár, ősz - Kompozíció Fekete István írásaiból (1982)
- Alexandre Dumas, Ifj.: A kaméliás hölgy (1983)
- Dékány András: Kossuth Lajos tengerésze (1983)
- Kós Károly: Varjú nemzetség (1983)
- Berkes Péter: Fűre lépni veszélyes (1986)
- Kazys Saja: Rozsdás víz (1986)
- Nemes István: Várják, hogy kimenjek (1987)
- Nyerges András: Fülbemászó fölkeresi Skarabeuszt (2003)
- Rejtő Jenő: Csontbrigád (2007)